# Енесідем
Енесідем (грец. Αἰνησίδημος) — давньогрецький філософ 1 століття до н. е., послідовник скептика Піррона. Походив з міста Кносса на острові Крит.

## Погляди
З його головних творів «λόγοι Πυρρώνειοι» у 8 книгах мало дійшло до нас. Проте Енесідем відомий тим, що сформулював десять скептичних аргументів на користь утримання від судження. Перші п'ять тропів (або за Діогеном Лаертським, апорії узгодження видимого і можливого) сформульовано щодо суб'єкта судження, а саме важко судити, що ж насправді, коли
1) у різних живих істот уявлення про одні речі розрізняються;
2) різним людям притаманні різні особливості сприйняття;
3) почуття дають дуже специфічний зріз досвіду: яблуко одне, а око бачить тільки його колір, а смак передає тільки кислоту або солодощі;
4) суддя завжди перебуває в певному стані (хвороба, страх, старість, любов, сум і т. д.), а це впливає на його оцінку;
5) суддя перебуває під владою певних звичаїв, вірувань і законів. Звідси випливає, що від судження про істинність тим паче слід утриматися.
Інші п'ять тропів роблять акцент на об'єкті судження, а саме:
6) ніщо не перебуває у чистому вигляді, але завжди всередині певного середовища, здатного впливати на наше сприйняття;
7) сприйняття всіх предметів спотворюються простором;
8) однакові речі діють по-різному в залежності від їх кількості;
9) події по-різному сприймаються в залежності від їх звичаєвості або незвичайності;
10) все співвідносне, в тому числі мислиме — з мисленням, — таким чином, саме по собі все непізнаване.
Аргументація Енесідема була підсумовані пізніше Агріппою в його п'яти тропах.